# Rumunia na Letnich Igrzyskach Paraolimpijskich 2012
Rumunię na Letnich Igrzyskach Paraolimpijskich 2012 w Londynie reprezentowało 5 zawodników. Był to szósty start reprezentacji Rumunii na Letnich igrzyskach paraolimpijskich.

## Zdobyte medale
| Medal  | Zawodnik           | Dyscyplina | Konkurencja                       | Data       |
| ------ | ------------------ | ---------- | --------------------------------- | ---------- |
| Złoto  | Carol Eduard Novak | Kolarstwo  | bieg pościgowy indywidualnie – C4 | 1 września |
| Srebro | Carol Eduard Novak | Kolarstwo  | jazda na czas – C4                | 5 września |

## Kadra

### Kolarstwo

#### Kolarstwo szosowe
Mężczyźni
| Zawodnik           | Konkurencja                       | Czas         | Miejsce      |
| ------------------ | --------------------------------- | ------------ | ------------ |
| Carol Eduard Novak | Wyścig ze startu wspólnego (C4-5) | 1:55:54      | 8.           |
| Carol Eduard Novak | Jazda na czas (C4)                | 33:06.93     |              |
| Imre Torok         | Wyścig ze startu wspólnego (C4-5) | Nie ukończył | Nie ukończył |

#### Kolarstwo torowe
| Zawodnik           | Konkurencja       | Czas     | Miejsce |
| ------------------ | ----------------- | -------- | ------- |
| Carol Eduard Novak | 1 kilometr (C4-5) | 1:09.390 | 7.      |
| Imre Torok         | 1 kilometr (C4-5) | 1:13.774 | 17.     |

| Zawodnik           | Konkurencja                       | Eliminacje  | Eliminacje | Finał                 | Finał   |
| Zawodnik           | Konkurencja                       | Czas        | Miejsce    | Przeciwnik Czas       | Miejsce |
| ------------------ | --------------------------------- | ----------- | ---------- | --------------------- | ------- |
| Carol Eduard Novak | bieg pościgowy indywidualnie (C4) | 4:40.315 WR | 1 Q        | Jiri Jezek W 4:42.000 |         |

### Lekkoatletyka
Mężczyźni
| Zawodnik            | Konkurencja      | Wynik | Miejsce |
| ------------------- | ---------------- | ----- | ------- |
| Florin Marius Cojoc | Skok w dal (F46) | 4.14  | 11.     |

### Pływanie
Kobiety
| Zawodniczka  | Konkurencja                    | Eliminacje | Eliminacje | Finał          | Finał          |
| Zawodniczka  | Konkurencja                    | Czas       | Miejsce    | Czas           | Miejsce        |
| ------------ | ------------------------------ | ---------- | ---------- | -------------- | -------------- |
| Naomi Ciorap | 50 m stylem dowolnym (S13)     | 32.53      | 15.        | Nie awansowała | Nie awansowała |
| Naomi Ciorap | 100 m stylem dowolnym (S13)    | 1:13.30    | 16.        | Nie awansowała | Nie awansowała |
| Naomi Ciorap | 100 m stylem klasycznym (SB13) | 1:34.92    | 12.        | Nie awansowała | Nie awansowała |

### Tenis stołowy
Mężczyźni
| Zawodnik       | Konkurencja           | Faza grupowa      | Faza grupowa           | Faza grupowa | Ćwierćfinał      | Półfinał         | Finał            | Finał         |
| Zawodnik       | Konkurencja           | Przeciwnik Wynik  | Przeciwnik Wynik       | Miejsce      | Przeciwnik Wynik | Przeciwnik Wynik | Przeciwnik Wynik | Miejsce       |
| -------------- | --------------------- | ----------------- | ---------------------- | ------------ | ---------------- | ---------------- | ---------------- | ------------- |
| Dacian Makszin | Indywidualnie – kl. 3 | Tomas Pinas L 0-3 | Alexander Ohgren W 3-2 | 3.           | Nie awansował    | Nie awansował    | Nie awansował    | Nie awansował |